# Битва при Варксове
Битва при Варксове — сражение между шведской и датско-прусской армиями, состоявшееся 18 января 1678 года в ходе датско-шведской войны 1675—1679 годов. В ходе битвы шведские войска, насчитывавшие около 3500 человек, разгромили союзную армию, состоявшую из 4670 солдат (в основном датчан, плюс несколько сотен бранденбургских солдат). Шведы потеряли 170 человек, а союзная армия — более чем 3600 пленными и 400 солдат убитыми.

## Предыстория
В 1675 году Королевство Швеция, одна из крупнейших в то время военных держав, объявило войну Бранденбургу-Пруссии под давлением со стороны французского короля Людовика XIV, поскольку Бранденбург-Пруссия воевала с Францией в рамках Голландской войны. После того, как шведская армия потерпела поражение в битве при Фербеллине в 1675 году, Швеция перешла к обороне, однако неожиданный альянс Бранденбурга с Данией стал угрожать шведским владениям в северной Германии (Шведская Померания).
В 1677 году шведский флот был почти полностью сожжен в битве в бухте Кёге датским флотом под командованием адмирала Нильса Юэля. Для шведской власти на острове Рюген это поражение означало изоляцию от основных шведских владений в Скандинавии, поскольку датчане использовали свое морское превосходство в Балтийском море.
После победы в бухте Кёге король Дании Кристиан V решил захватить остров Рюген для обеспечения безопасности недавно занятого форта Штральзунд на противоположном материковом берегу. Согласно внутренним соглашениям между Бранденбург-Пруссией и Данией, остров Рюген должен был быть передан Дании после мирного договора со Швецией.
17 сентября 1677 года датские войска под общим командованием короля Кристиана высадились на восточном побережье Рюгена в бухте Прорер-Вик. Около 4200 датских солдат не встретили сопротивления, поскольку шведский генерал Отто Вильгельм фон Кёнигсмарк не ожидал датского вторжения и перебазировал большинство своих солдат в осажденный Штральзунд.
Таким образом, датчане смогли закрепиться на лесистых холмах перед Прорер-Вик. Получив в октябре подкрепление в лице 2110 бранденбургских кавалеристов полковника Хюльзена, датчане выдвинулись против шведских позиций вблизи Бергена, на которые к тому времени были переведены отряды со всего Рюгена. В последующей битве при Бергене шведы были разбиты и отступили в Альтефар и Проснитцер-Шанце. Вскоре после этого шведы во главе с Кёнигсмарком были вынуждены покинуть Альтефар и отступить в Штральзунд. Только Проснитцер-Шанце (Neue Fährschanze) в тому времени остался в руках Швеции.
Из-за продолжавшихся грабежей со стороны шведских, датских и бранденбургских солдат остров Рюген был полностью разорен, так что развернуть на нём какие-либо войска стало невозможно по причине отсутствия продовольствия и фуража. 21 октября датский король вернулся в Данию. Часть бранденбургских войск была выведена с острова, на острове остались только 970 солдат из Бранденбурга-Пруссии.
Датско-бранденбургские войска теперь находились под командованием генерал-майора фон Румора и полковника Вильгельма Фридриха фон Хюльсена. У обоих командиров были инструкции не вступать в столкновения со шведами до прибытия подкрепления. Однако подкрепление всё не приходило, и фельдмаршал Кёнигсмарк решил, что настало самое подходящее время, чтобы вернуть остров. В январе 1678 года он высадил 3500 солдат на остров в районе Проснитцер-Шанце, который все ещё находился в руках Швеции.

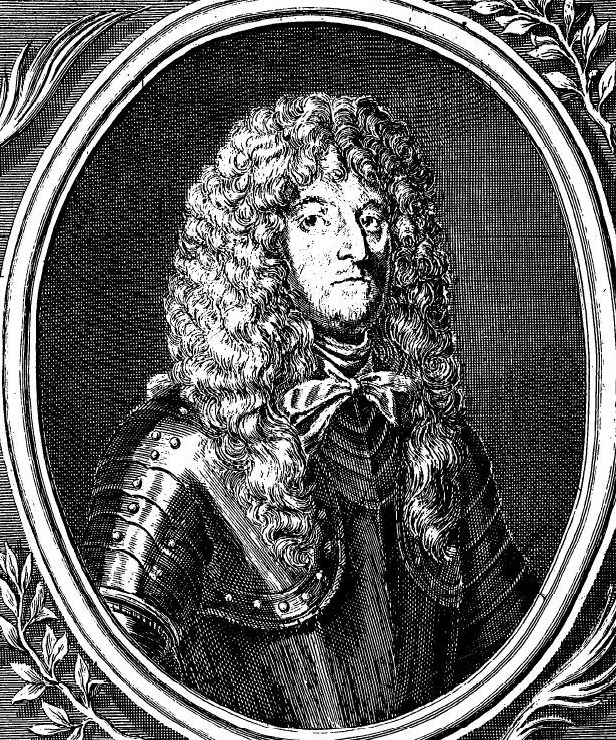
Генерал-майор Кёнигсмарк, шведский командующий

## Ход сражения
Вопреки приказам, союзная датско-бранденбургская армия под командованием генерал-майора фон Румора решила вступить с противникам в открытое сражение. Битва началась в 9 часов утра с артиллерийской дуэли на дороге между Позеритцем и Густовом, в поместье Варксов.
Когда Детлеф фон Румор был убит артиллерийским снарядом, в рядах союзников возникла паника, которой воспользовался Кёнигсмарк и повел свои войска в атаку. Шведы атаковали правым крылом против конницы Бранденбурга, однако были отбиты. В новой атаке шведская кавалерия реорганизовалась и была подкреплена резервами. Бранденбургские войска вновь сплотились, но не получили никакой эффективной поддержки со стороны датчан, в результате чего они были отброшены превосходящими силами шведов, которые следом атаковали датский фланг и тыл. Деморализованные датчане и бранденбуржцы были разгромлены и бежали. Шведам удалось захватить почти всю датскую пехоту. После четырёх часов битвы шведская победа была гарантирована.

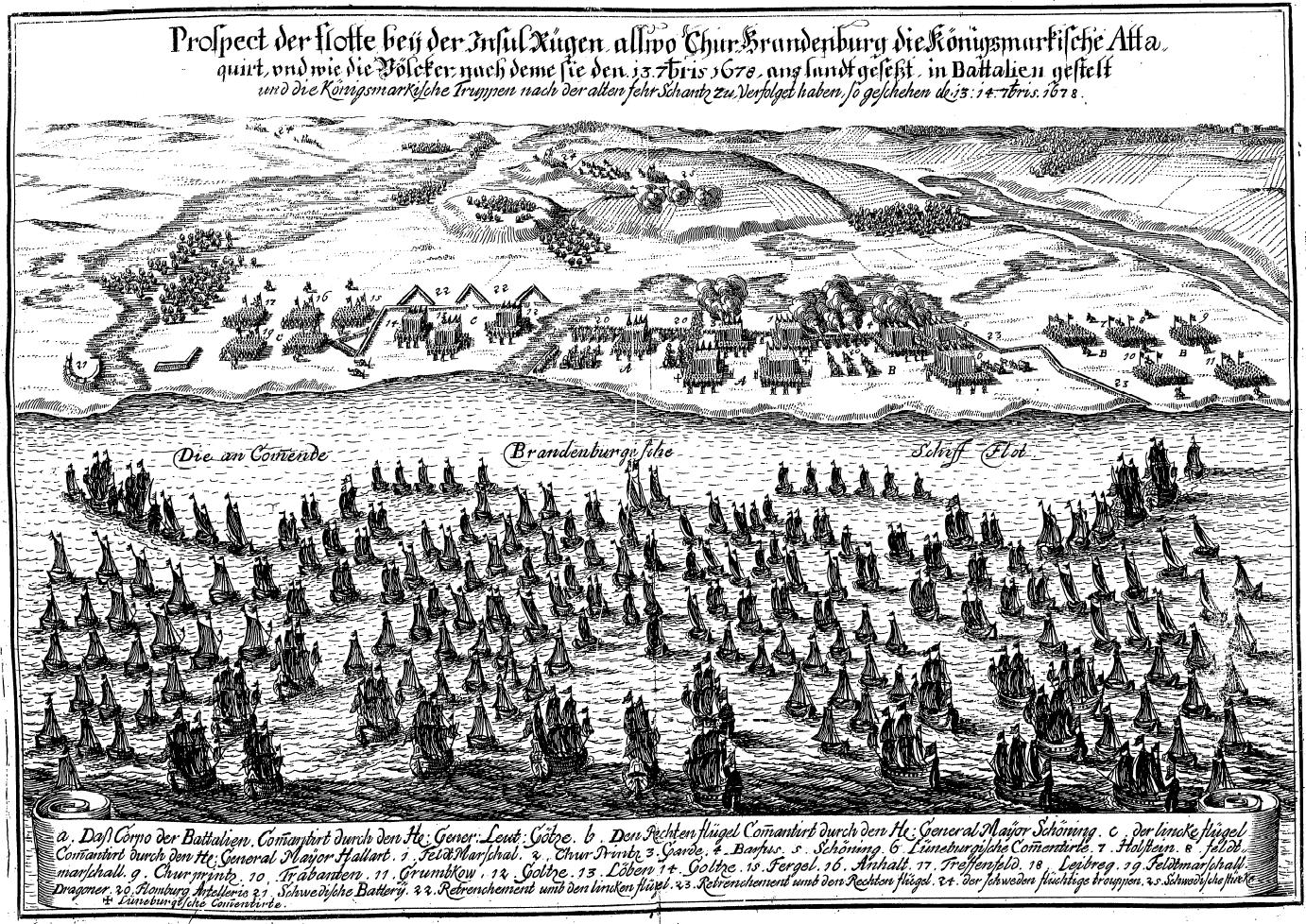
Атака союзного флота на Рюген спустя 8 месяцев после битвы

## Последствия
На следующий день шведы оккупировали Берген и преследовали бегущего врага к Ясмунду и Виттову, захватив там последние остатки сил союзников, которые были насильно включены в состав шведского гарнизона. Так Рюген снова стал шведским. Однако датские и бранденбургские союзники быстро оправились от этой неудачи. В течение лета 1678 года датчане неоднократно совершали набеги на Рюген. Кроме того, датчане и бранденбуржцы запланировали новую экспедицию по возвращению Рюгена. 23 сентября 1678 года войска Бранденбурга вновь высадились на острове и в течение двух дней отбили его. Пленные датчане, оказавшиеся на шведской службе после битвы при Варксове, сдали форт Нойфар солдатам Бранденбурга.